# Sägeweiher (Blieskastel)
Der Sägeweiher ist ein kleiner Weiher auf der Gemarkung von Niederwürzbach, einem Stadtteil von Blieskastel im Saarland.

## Lage
Der Weiher liegt auf der Gemarkung von Niederwürzbach nordwestlich des Ortes im Sankt Ingbert-Kirkeler Waldgebiet direkt an der Grenze zu Hassel (Saar). Die Gemarkungsgrenze liegt westlich des Weihers. Sein Wasser kommt vom Geißbach.

## Geschichte

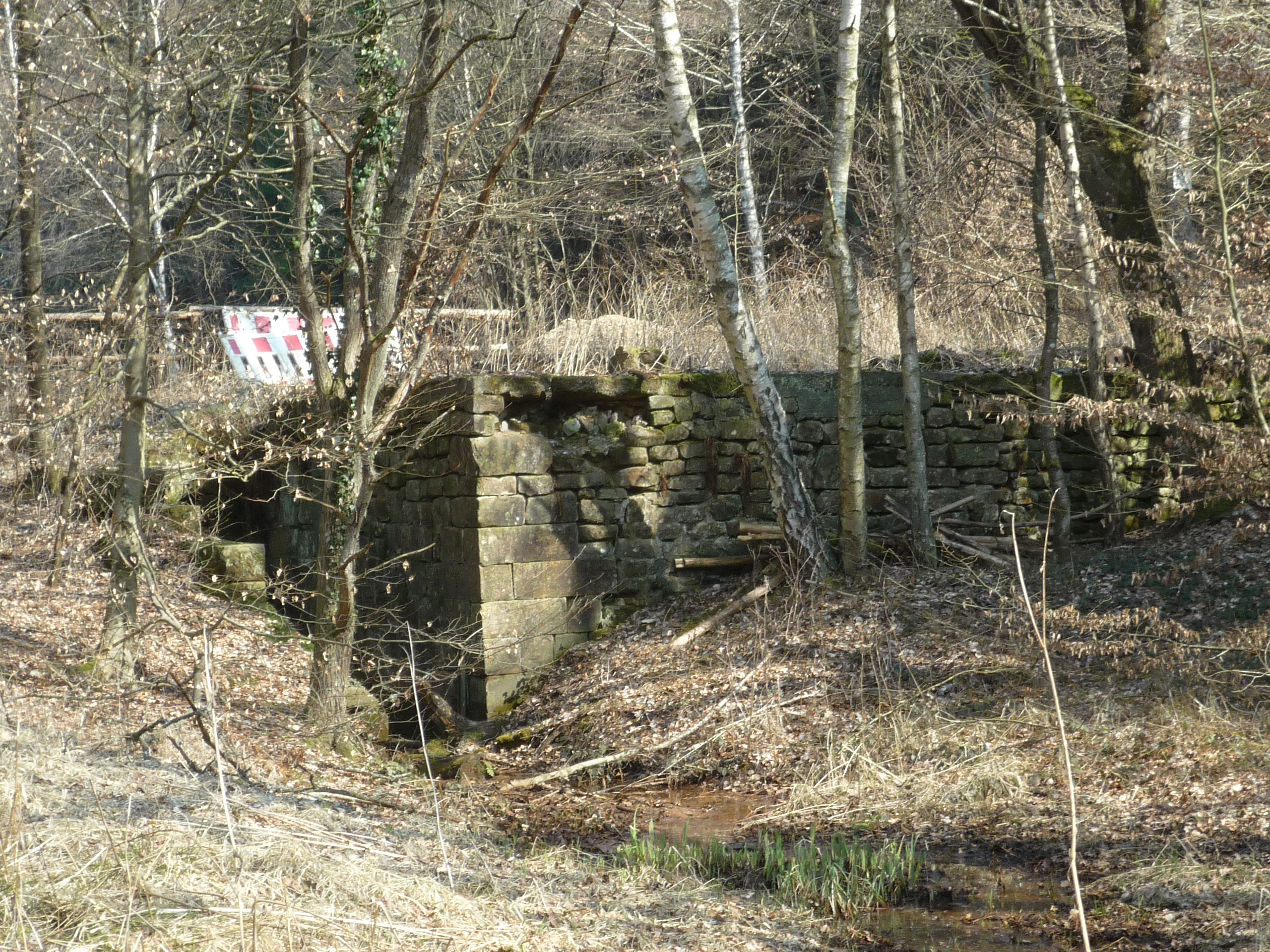
Fundament eines ehemaligen Gebäudes am Damm

Auf einer Karte des Kartografen Tilemann Stella von 1564 ist im Geißbachtal eine Kette von vier Fischweihern eingetragen. Nur noch der südlichste, der unterst Weyer inn der Fronsbach, ist als der heutige Sägeweiher erhalten.
Vor dem Zweiten Weltkrieg wurde der Sägeweiher als Freibad genutzt. Am Ufer waren Umkleidekabinen installiert.
Heute ist der Weiher ein beliebtes Ausflugsziel für Wanderer.